# José António Bargiela
José António Prudêncio Conde Bargiela (Cascais, Cascais, 29 de outubro de 1957 — Cascais, Carcavelos, 2 de junho de 2005) foi um futebolista português que atuou como defesa.

## Carreira
José António fez parte da Seleção Portuguesa de Futebol, no Campeonato do Mundo de Futebol de 1986.
Foi eleito como um dos defensores do "O Onze do Centenário" do time Belenenses, de Portugal.